# Vòng loại Giải vô địch bóng đá thế giới 2026 – Khu vực châu Phi (Bảng C)
Bảng C của vòng loại Giải vô địch bóng đá thế giới 2026 khu vực châu Phi là một trong chín bảng đấu của CAF cho vòng loại Giải vô địch bóng đá thế giới 2026. Bảng này bao gồm các đội tuyển Nigeria, Nam Phi, Benin, Zimbabwe, Rwanda và Lesotho.
Đội nhất bảng sẽ trực tiếp giành quyền tham dự Giải vô địch bóng đá thế giới 2026, và các đội nhì bảng sẽ có thể giành quyền thi đấu tại vòng play-off để xác định một đội tiến vào vòng play-off liên lục địa.

## Bảng xếp hạng
| VT | Đội      | ST | T | H | B | BT | BB | HS | Đ  | Giành quyền tham dự                |     | Cộng hòa Nam Phi | Rwanda | Bénin | Nigeria | Lesotho | Zimbabwe |
| -- | -------- | -- | - | - | - | -- | -- | -- | -- | ---------------------------------- | --- | ---------------- | ------ | ----- | ------- | ------- | -------- |
| 1  | Nam Phi  | 6  | 4 | 1 | 1 | 10 | 5  | +5 | 13 | Giải vô địch bóng đá thế giới 2026 |     | —                | T10    | 2–1   | T09     | 2–0     | 3–1      |
| 2  | Rwanda   | 6  | 2 | 2 | 2 | 4  | 4  | 0  | 8  | Có thể giành quyền vào vòng 2      |     | 2–0              | —      | T10   | 0–2     | 1–1     | 0–0      |
| 3  | Bénin    | 6  | 2 | 2 | 2 | 6  | 7  | −1 | 8  |                                    |     | 0–2              | 1–0    | —     | 2–1     | T09     | T09      |
| 4  | Nigeria  | 6  | 1 | 4 | 1 | 7  | 6  | +1 | 7  |                                    | 1–1 | T09              | T10    | —     | 1–1     | 1–1     |          |
| 5  | Lesotho  | 6  | 1 | 3 | 2 | 4  | 5  | −1 | 6  |                                    | T09 | 0–1              | 0–0    | T10   | —       | T10     |          |
| 6  | Zimbabwe | 6  | 0 | 4 | 2 | 5  | 9  | −4 | 4  |                                    | T10 | T09              | 2–2    | 1–1   | 0–2     | —       |          |

## Các trận đấu
| Rwanda | 0–0      | Zimbabwe |
| ------ | -------- | -------- |
|        | Chi tiết |          |

| Nigeria     | 1–1      | Lesotho        |
| ----------- | -------- | -------------- |
| - Ajayi 67' | Chi tiết | - Mkwanazi 56' |

| Nam Phi                | 2–1      | Bénin        |
| ---------------------- | -------- | ------------ |
| - Tau 2' - Mudau 45+2' | Chi tiết | - Mounié 70' |

| Zimbabwe     | 1–1      | Nigeria         |
| ------------ | -------- | --------------- |
| - Musona 26' | Chi tiết | - Iheanacho 67' |

| Lesotho | 0–0      | Bénin |
| ------- | -------- | ----- |
|         | Chi tiết |       |

| Rwanda                     | 2–0      | Nam Phi |
| -------------------------- | -------- | ------- |
| - Nshuti 12' - Mugisha 28' | Chi tiết |         |

| Bénin       | 1–0      | Rwanda |
| ----------- | -------- | ------ |
| - Dokou 37' | Chi tiết |        |

| Zimbabwe | 0–2      | Lesotho                           |
| -------- | -------- | --------------------------------- |
|          | Chi tiết | - Rasethuntša 21' - Thabantso 31' |

| Nigeria            | 1–1      | Nam Phi     |
| ------------------ | -------- | ----------- |
| - Dele-Bashiru 46' | Chi tiết | - Zwane 29' |

| Bénin                       | 2–1      | Nigeria        |
| --------------------------- | -------- | -------------- |
| - Dossou 37' - Mounié 45+3' | Chi tiết | - Onyedika 27' |

| Nam Phi                        | 3–1      | Zimbabwe     |
| ------------------------------ | -------- | ------------ |
| - Rayners 1' - Morena 55', 76' | Chi tiết | - Chirewa 2' |

| Lesotho | 0–1      | Rwanda        |
| ------- | -------- | ------------- |
|         | Chi tiết | - Kwizera 67' |

| Nam Phi | v | Lesotho |
| ------- | - | ------- |
|         |   |         |

| Zimbabwe | v | Bénin |
| -------- | - | ----- |
|          |   |       |

| Rwanda | v | Nigeria |
| ------ | - | ------- |
|        |   |         |

| Bénin | v | Nam Phi |
| ----- | - | ------- |
|       |   |         |

| Nigeria | v | Zimbabwe |
| ------- | - | -------- |
|         |   |          |

| Rwanda | v | Lesotho |
| ------ | - | ------- |
|        |   |         |

| Bénin | v | Zimbabwe |
| ----- | - | -------- |
|       |   |          |

| Lesotho | v | Nam Phi |
| ------- | - | ------- |
|         |   |         |

| Nigeria | v | Rwanda |
| ------- | - | ------ |
|         |   |        |

| Nam Phi | v | Nigeria |
| ------- | - | ------- |
|         |   |         |

| Bénin | v | Lesotho |
| ----- | - | ------- |
|       |   |         |

| Zimbabwe | v | Rwanda |
| -------- | - | ------ |
|          |   |        |

| Lesotho | v | Nigeria |
| ------- | - | ------- |
|         |   |         |

| Zimbabwe | v | Nam Phi |
| -------- | - | ------- |
|          |   |         |

| Rwanda | v | Bénin |
| ------ | - | ----- |
|        |   |       |

| Nam Phi | v | Rwanda |
| ------- | - | ------ |
|         |   |        |

| Lesotho | v | Zimbabwe |
| ------- | - | -------- |
|         |   |          |

| Nigeria | v | Bénin |
| ------- | - | ----- |
|         |   |       |

## Cầu thủ ghi bàn
Đang có 36 bàn thắng ghi được trong 18 trận đấu, trung bình 2 bàn thắng mỗi trận đấu (tính đến ngày 25 tháng 3 năm 2025).
3 bàn
- Steve Mounié
- Victor Osimhen

2 bàn
- Dodo Dokou
- Jayden Adams
- Thapelo Morena
- Jojea Kwizera
- Tawanda Chirewa

1 bàn
- Jodel Dossou
- Lehlohonolo Fothoane
- Motlomelo Mkwanazi
- Rethabile Rasethuntsa
- Jane Thabantso
- Lyle Foster
- Relebohile Mofokeng
- Khuliso Mudau
- Iqraam Rayners
- Percy Tau
- Themba Zwane
- Semi Ajayi
- Fisayo Dele-Bashiru
- Kelechi Iheanacho
- Raphael Onyedika
- Gilbert Mugisha
- Innocent Nshuti
- Marshall Munetsi
- Knowledge Musona
- Walter Musona